# Виньоль, Чарлз Блейкер
Чарлз Блейкер Виньоль (англ. Charles Blacker Vignoles; 31 мая 1793 — 17 ноября 1875) — британский инженер-железнодорожник. Именем Виньоля в англоязычной и дореволюционной российской литературе называли современный тип железнодорожного рельса с плоской пятой («рельс Виньоля»).

## Биография
Родился в Вудбруке, графство Уэксфорд (Ирландия), в семье потомков французских гугенотов. Рано осиротел, был воспитан дедом — Чарльзом Хаттоном (англ.), профессором математики Военной академии в Вулидже. Получив хорошую подготовку в математике и праве, в 1814 году поступил на военную службу в армию герцога Веллингтона. Служил в Испании, Нидерландах, Канаде. Уйдя в отставку в 1823 году, выполнял топографические работы в южных штатах США. В 1823 году, когда умер его дед, вернулся в Великобританию. Работал инженером в лондонских доках (англ.) с Джеймсом Уокером (англ.). В 1825 году его пригласил помощником Джордж Ренни (англ.) для работы на железнодорожных проектах (будущие железные дороги Лондон — Брайтон и Ливерпуль — Манчестер).
В 1830-е—1860-е годы Виньоль работал главным инженером, проектировщиком, внешним консультантом на железнодорожном строительстве в Великобритании, Ирландии, Испании (дорога Тудела — Бильбао, 1855—1864). В Киеве по проекту Виньоля в 1847—1853 годах был построен Николаевский цепной мост.
Профессор Лондонского университета с 1841 года, член Лондонского королевского общества с 1855 года, президент британского Общества гражданских инженеров с 1869 года.

## Рельс Виньоля
Наибольшее распространение получили — а в России употребляются исключительно — рельсы с широкой пятой, или знакомый тип рельсов Виньоля.
Энциклопедический словарь Брокгауза и Ефрона
Первые железные дороги с паровой тягой использовали литые рельсы (рельс Джессопа (англ.), 1789). Первые катаные рельсы 1820-х годов, распространившиеся в Англии, имели симметричный профиль с двумя одинаковыми головками; предполагалось, что по мере износа верхней головки рельса его можно будет перевернуть и использовать заново. На практике этого делать было нельзя: так как ранние железные дороги использовали не деревянные шпалы, а каменные фундаменты, то рельсы сильнее изнашивались как раз с нижней стороны. В 1830 году американец Роберт Стефенсон предложил экономичный профиль рельса с плоской пятой; производство рельс Стивенса развернули в Англии. Виньоль модифицировал рельс Стивенса, уширив его основание так, чтобы в нём можно было рассверлить отверстия для крепежа. Впервые рельс Виньоля был применён на железной дороге Бирмингем — Кройдон (1836—1839). Впоследствии, с переходом на деревянные шпалы, профиль стал существенно уже и легче, но сохранил имя Виньоля.

## Семья
Его праправнуком является пианист Роджер Виньоль.